# Alto Hama
Alto Hama – miasto w Angoli, w prowincji Huambo.